# Euplectrus alexsmithi
Euplectrus alexsmithi  (лат.) — вид мелких паразитических наездников рода Euplectrus из семейства Eulophidae (Chalcidoidea) отряда перепончатокрылые насекомые. Паразитоиды гусениц бабочек. Центральная Америка: Коста-Рика.

## Описание
Длина 2,6 мм. Усики и половина брюшка желтовато-коричневые. Голова блестящая. Шпоры задних голеней длинные, длиннее первого членика задних лапок. Щитик без продольных борозд. Усики с 6 флагелломерами, включая 2-члениковую булаву. Голова и грудка тёмные (буровато-чёрные), ноги и брюшко светлее. Групповые наружные паразиты (эктопаразитоиды) гусениц бабочек-совок Eustrotia (Noctuidae), питающихся на растениях Brachiaria arrecta (Poaceae). Окукливаются в своих шёлковых коконах рядом со съеденной гусеницей хозяина. Вид был впервые описан в 2015 году английским гименоптерологом Христером Хэнссоном (Christer Hansson; The Natural History Museum, Лондон, Великобритания) и назван в честь Алекса Смита (Alex Smith) за его вклад в исследование таксономии отряда перепончатокрылых насекомых (Hymenoptera).